# Emil Friede
Emil Friede (ur. 23 maja 1857 w Einbeck, zm. 9 maja 1947 tamże) – niemiecki architekt.

## Życiorys
W latach 1877–1883 odbył studia architektoniczne w Wyższej Szkole Technicznej (niem. Technische Hochschule) w Hanowerze, m.in. u Conrada Wilhelma Hase. W 1899 został mianowany architektem powiatowym (niem. Kreisbaumeister) i dyrektorem Wyższego Urzędu Budowlanego w Zielonej Górze. W 1921 powrócił do rodzinnego Einbeck, gdzie objął stanowisko architekta miejskiego. W 1924 Friede odnotowany został jako wyższy urzędnik państwowy niemieckiej administracji budowlanej (niem. Regierungs- und Baurat).

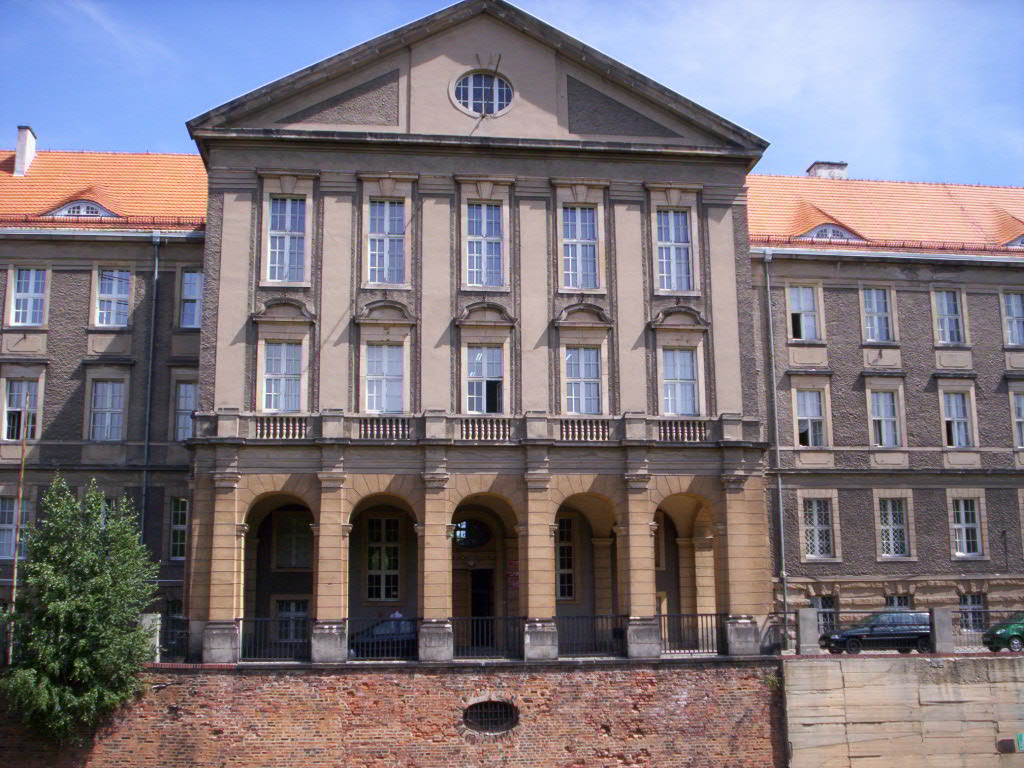
Gmach Sądu w Głogowie

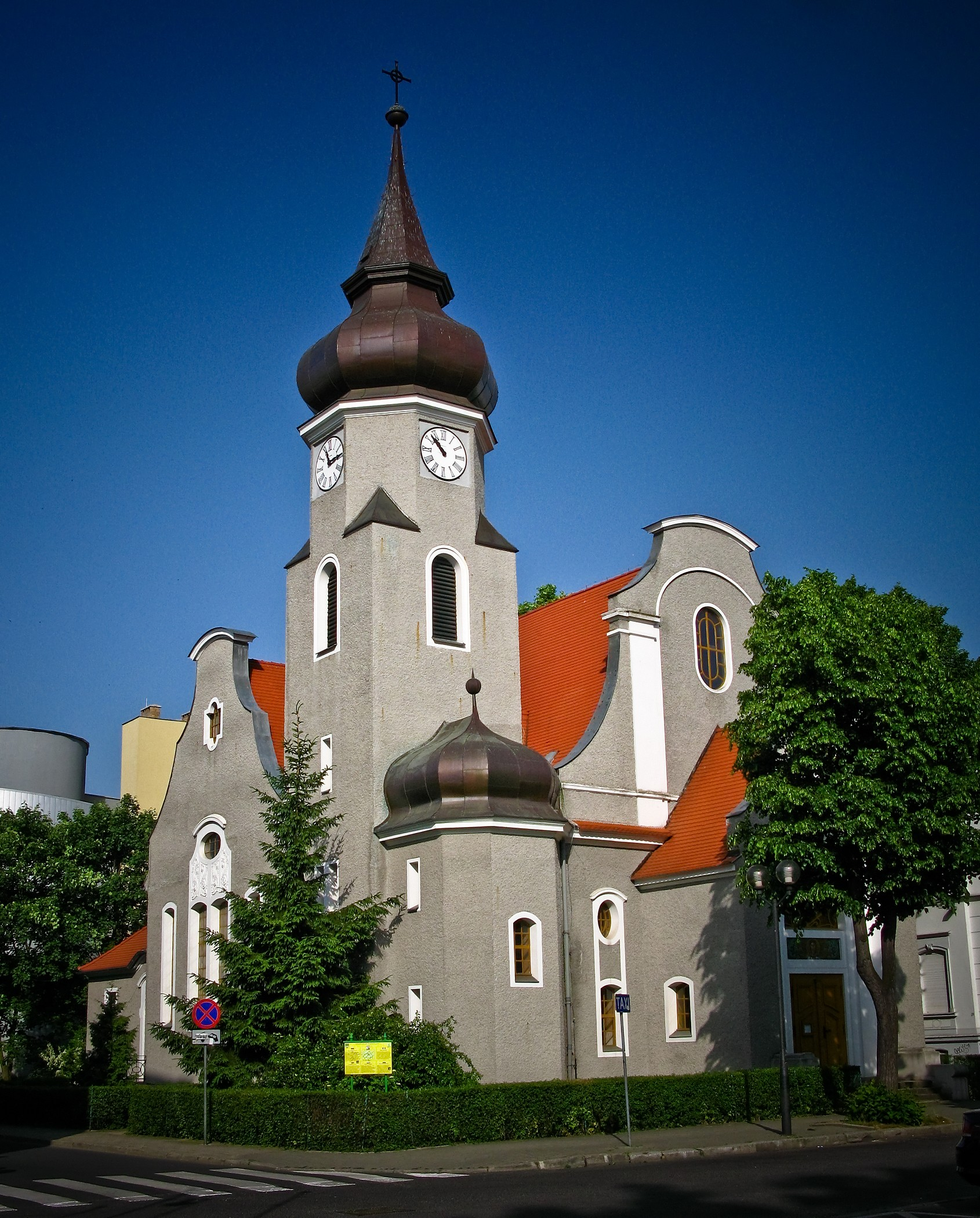
Kościół ewangelicko-augsburski w Zielonej Górze

Na temat jego działalności architektonicznej niewiele wiadomo – akta dawnego powiatowego Wyższego Urzędu Budowlanego w Zielonej Górze uległy zniszczeniu w trakcie II wojny światowej.
Spośród dziewięciu znanych dzieł architekta siedem to budowle publiczne (gmachy sądów w Głogowie i Nowej Soli, gimnazjum w Głogowie i liceum w Zielonej Górze, siedziba urzędu celnego w Głogowie, gmach powiatowego urzędu budowlanego i kościół ewangelicki w Zielonej Górze), kolejnym jest dom własny w Einbeck a ostatnim, wzniesiony tamże, pomnik ku czci poległych w trakcie I wojny światowej mieszkańców miasta.
Praca nad projektami siedzib urzędów w Głogowie, Zielonej Górze i Nowej Soli związana była z pełnionymi przez Friedego obowiązkami architekta powiatowego. Gmach kościoła luterańskiego w Zielonej Górze (1909–10/11) został ufundowany przez miejscową gminę wyznaniową, która zapewne zleciła Friedemu przygotowanie planów i poprowadzenie budowy.

## Wybrane dzieła
- 1907–1909 – sąd rejonowy w Nowej Soli[2]
- 1908–1911 – sąd rejonowy w Głogowie[2]
- 1909–10/11 – kościół ewangelicko-augsburski w Zielonej Górze, dawniej staroluterański[2]